# Thánh giá chợ

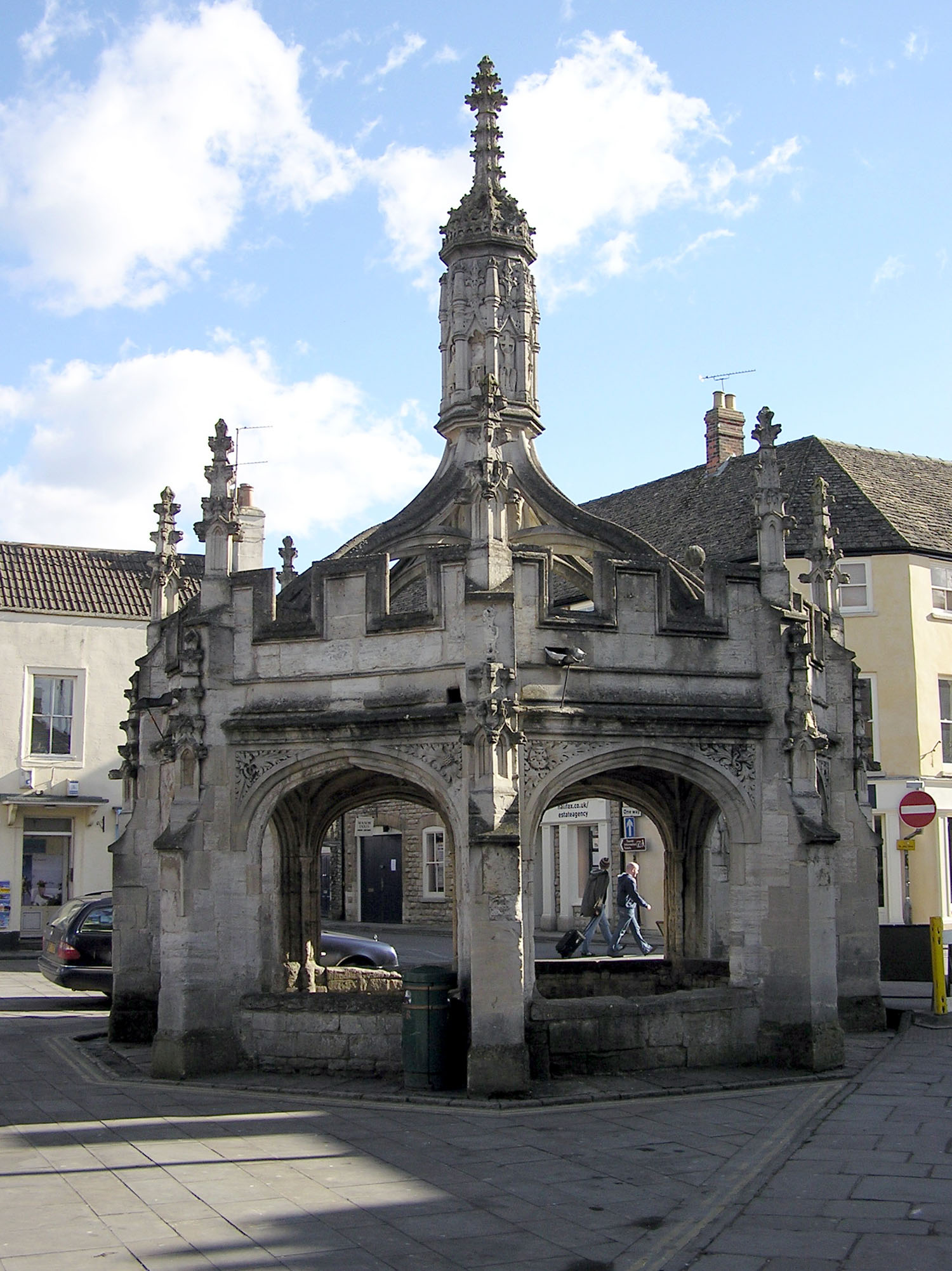
Thánh giá chợ tại xã Malmesbury, Anh

Thánh giá chợ (tiếng Anh: market cross) là một biểu tượng cho thấy là đây là nơi được phép họp chợ, thường được thấy ở châu Âu. Ban đầu chỉ là một cột có thánh giá trên đỉnh. Những thánh giá chợ đặc biệt thường thấy ở Anh. Những người Anh di cư cũng tiếp tục truyền thống này nơi họ tới, nên ta cũng có thể thấy những kiến trúc này ở Canada hay Úc.

## Kiểu kiến trúc
Thánh giá chợ có những kiểu kiến trúc khác nhau. Nó có thể đơn giản như là một cột thánh giá, hay có dạng obelisk, thường là bằng đá cũng có thể bằng gỗ, hoặc là một kiến trúc xây dựng như một tòa nhà (thường thấy ở Anh quốc).

## Thí dụ

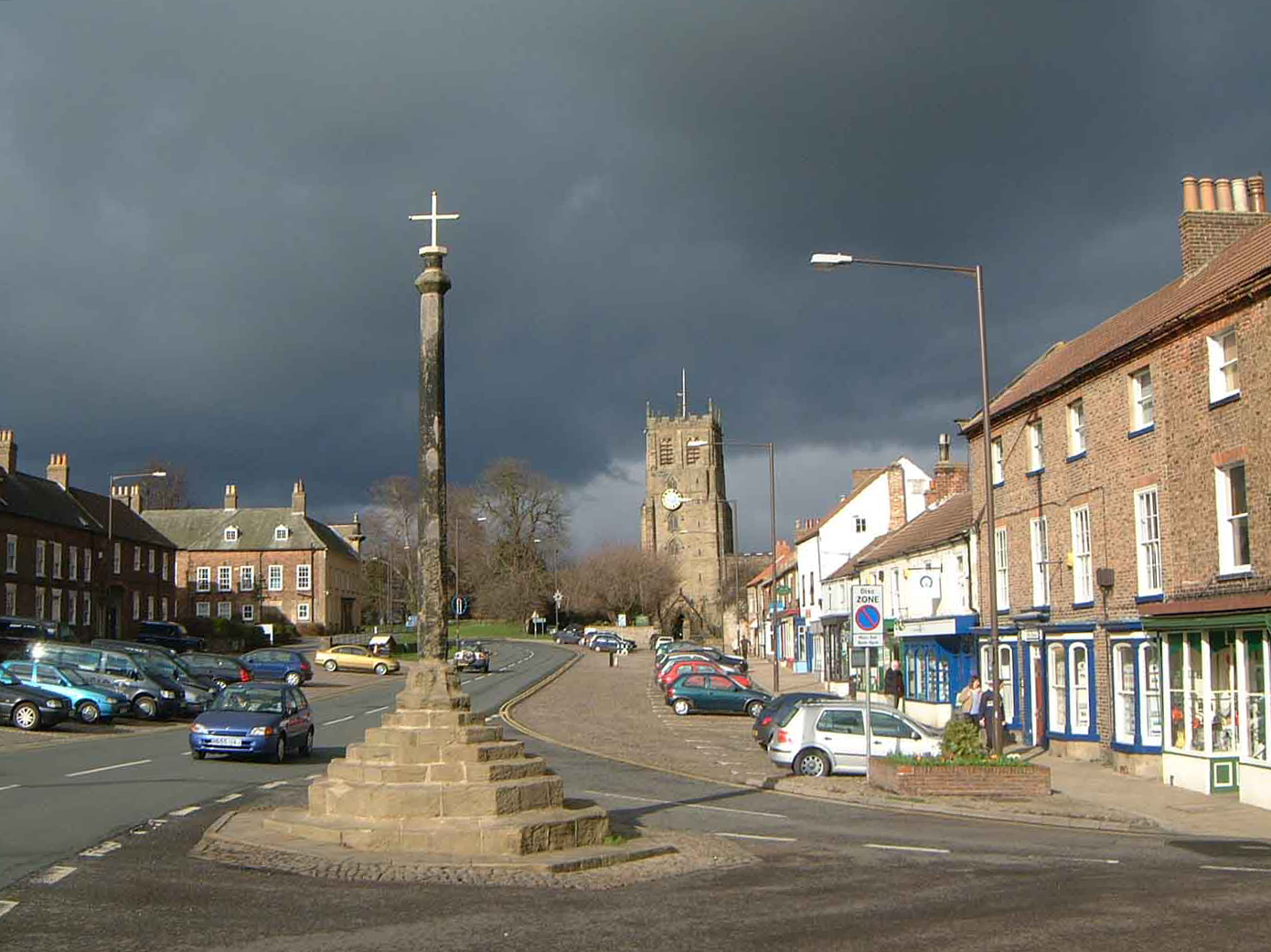
Bedale
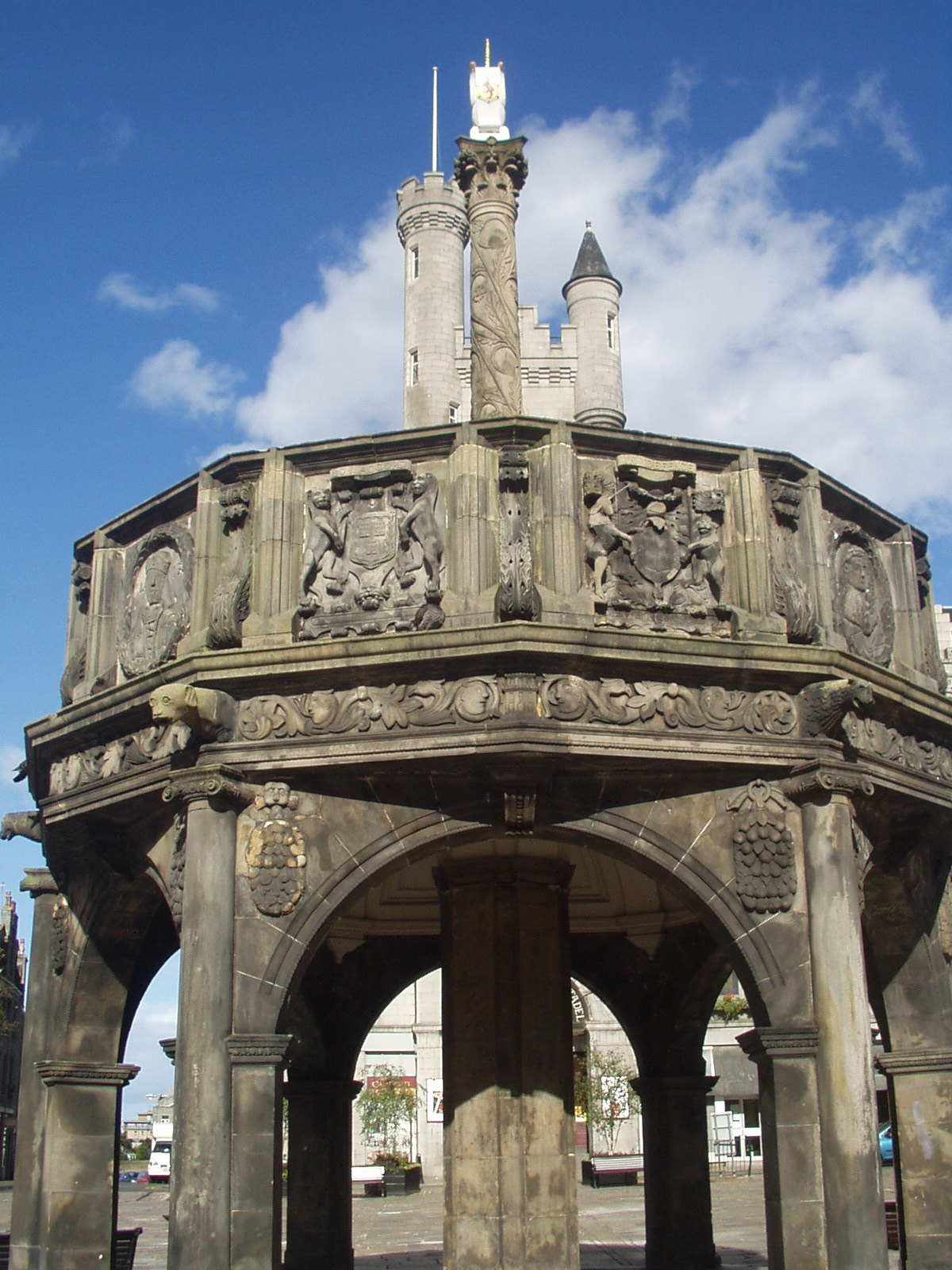
Aberdeen
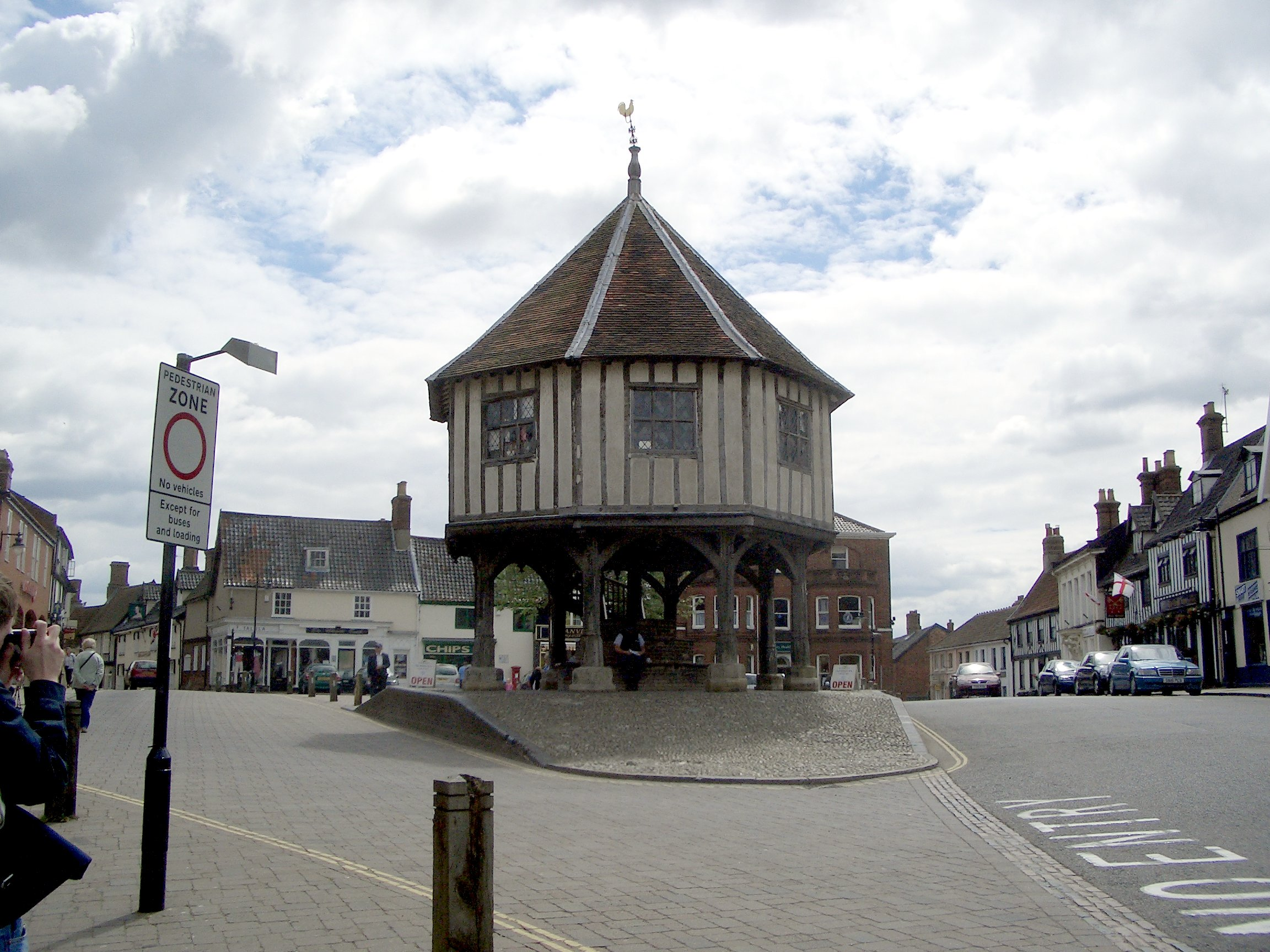
Wymondham
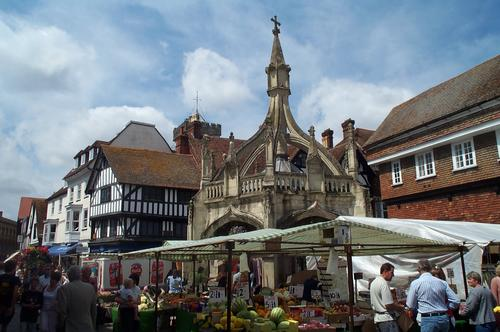
Salisbury
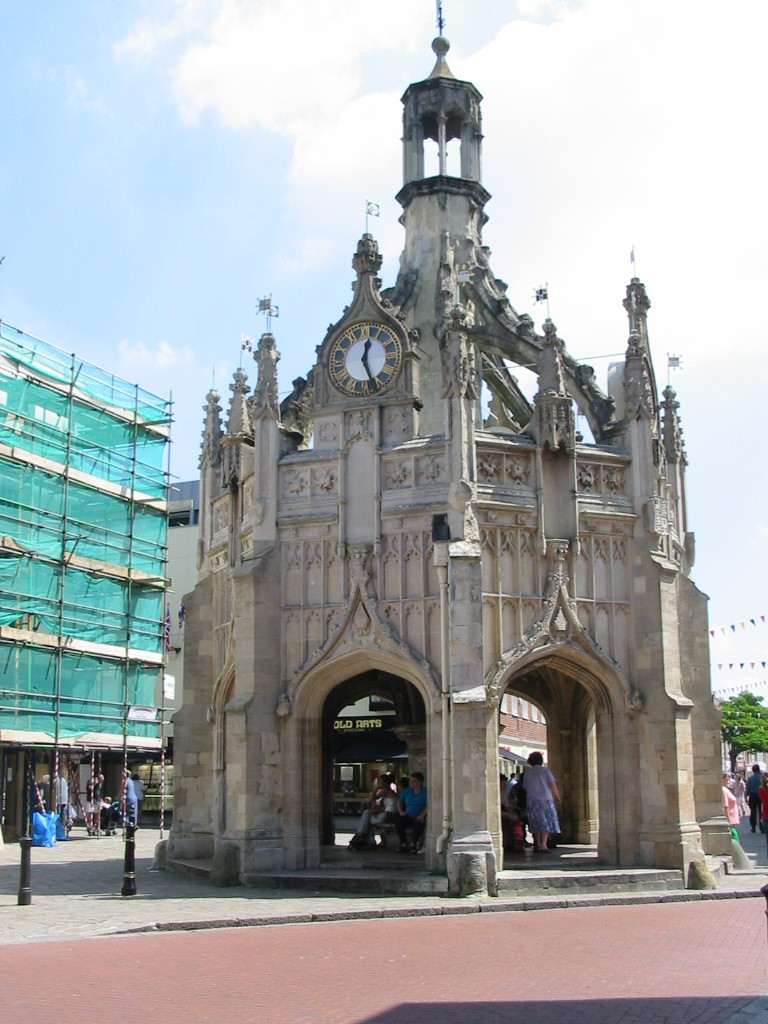
Chichester
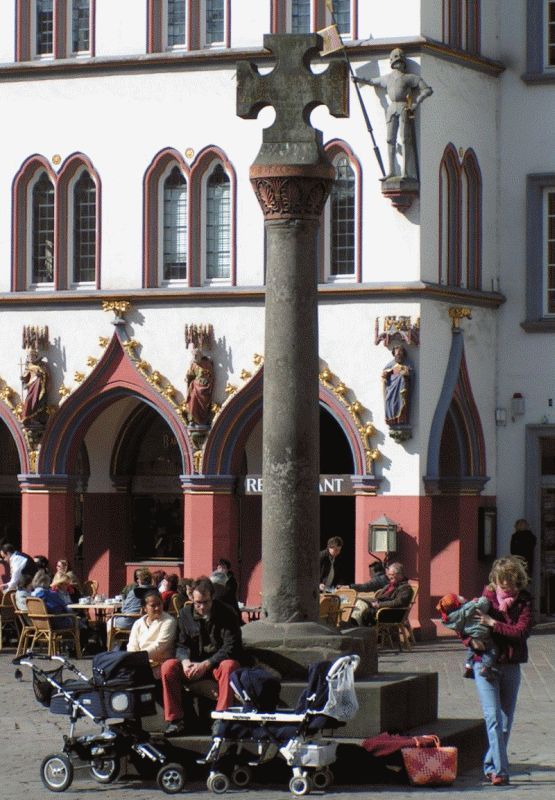
Trier
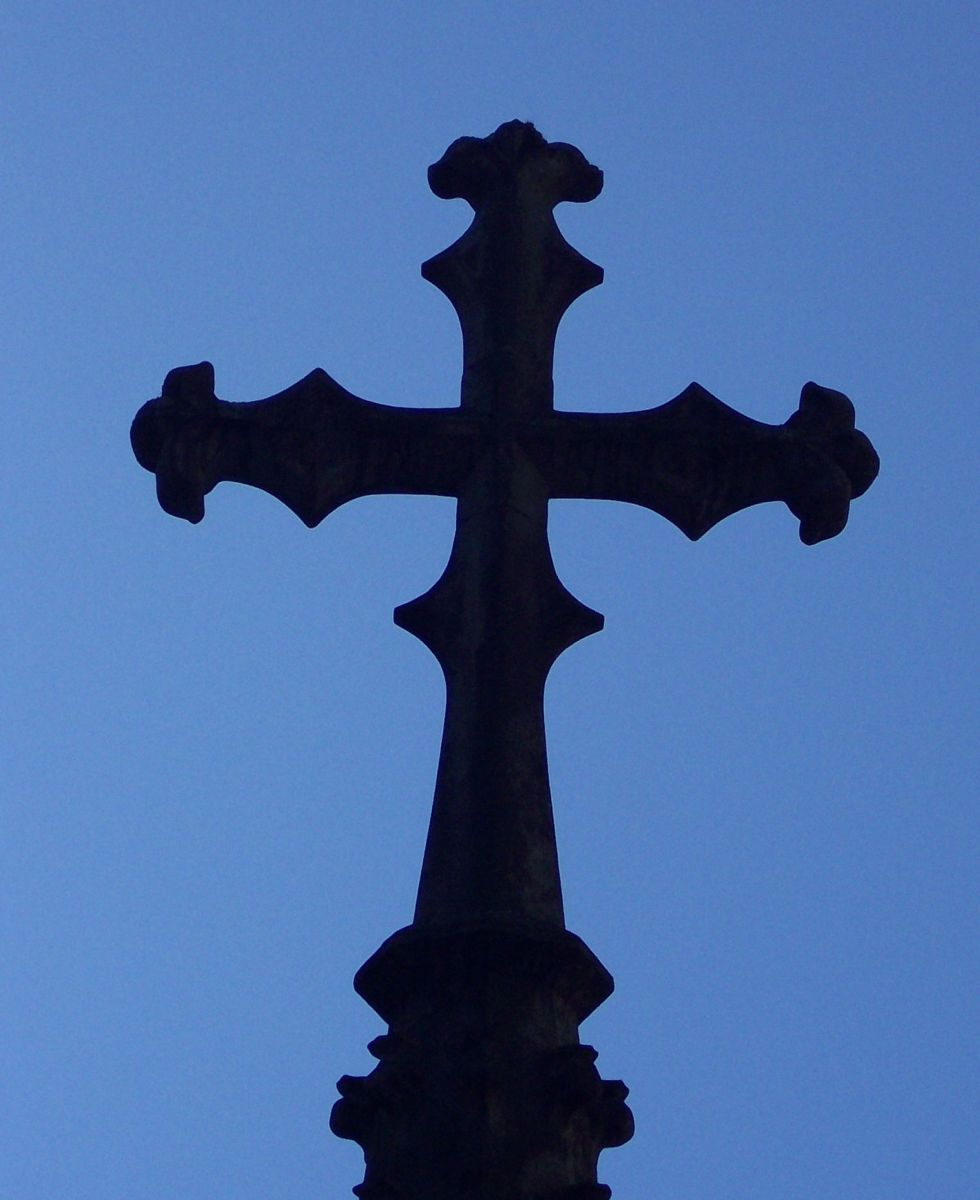
Coesfeld

## Liên kết bên ngoài
- www.north-dorset.gov.uk[liên kết hỏng]
- vrcoll.fa.pitt.edu Lưu trữ ngày 28 tháng 6 năm 2010 tại Wayback Machine (Chichester)
- www.angus.gov.uk Lưu trữ ngày 8 tháng 6 năm 2003 tại Wayback Machine (Forfar, Schottland)